# Пекинское стрелковое поле
Пекинское стрелковое поле (кит. трад. 北京射击场飞碟靶场, упр. 北京射擊場飛碟靶場, пиньинь Běijīng Shèjīchǎng Fēidié Bǎchǎng) — спортивная арена для стрельбы, одна из арен Летних Олимпийских игр 2008 года в Пекине находится в районе Шицзиншань. В рамках Олимпийских игр арена приняла соревнования по стендовой стрельбе. Подверглась реконструкции и значительному расширению в 2006 году.
Площадь арены составляет 6170 м² , вместимость на время игр составляла 5000 зрительских мест, по завершении игр была сокращена до 1047 мест.